# NGC 3378
NGC 3378 este o galaxie spirală situată în constelația Mașina Pneumatică. A fost descoperită în 1 februarie 1835 de către John Herschel. Se află la o distanță de 70,22 de megaparseci de Pământ.